# Brasil en los Juegos Paralímpicos de Heidelberg 1972
Brasil estuvo representado en los Juegos Paralímpicos de Heidelberg 1972 por ocho deportistas masculinos. El equipo paralímpico brasileño no obtuvo ninguna medalla en estos Juegos.